# Robert Ridgway
Robert Ridgway (2 de julio de 1850 - 25 de marzo de 1929) fue un naturalista y ornitólogo estadounidense.

## Trayectoria
Nacido en Mount Carmel, Illinois, Ridgway fue un protegido del zoólogo Spencer Fullerton Baird, quien, al ser nombrado secretario del Smithsonian Institution, propuso a Ridgway como primer conservador a tiempo completo de aves del U.S. National Museum. En este puesto Ridgway sirvió desde 1880 hasta su muerte en 1929.
Ridgway publicó uno de los primeros y más importantes sistemas de colores para la identificación de aves, en su libro de 1886 A Nomenclature of Colors for Naturalists (Boston: Little, Brown & Co.)
En 1912 publicó él mismo una obra todavía mayor sobre nomenclatura de colores, Color Standards and Color Nomenclature, con el dinero que consiguió de su amigo José Zeledon de Costa Rica. Ornitólogos de todo el mundo continúan citando los libros de Ridgway sobre el color.
En la primavera de 1867, a la edad de 16 años, Ridgway fue contratado como naturalista del estudio de Clarence King del paralelo 40. En este estudio que duró casi dos años, Ridgway recogió muchos especímenes de aves y fue uno de los miembros principales de los cuatro grandes estudios del Oeste americano. A su vuelta al Smithsonian, trabajó de forma informal hasta que fue formalmente nombrado conservador de Ornitología. Aunque Ridgway solo cursó bachillerato, era muy elocuente y tenía amplios conocimientos de forma que sirvió muchos años como portavoz del Smithsonian. Sus amigos y colegas lo describen como patológicamente tímido y en general evitó la publicidad y ser el foco de atención.
En 1875 se casó con Julia Evelyn Parker, con la que tuvo un hijo, Audubon Whelock Ridgway, que murió de neumonía en 1901 mientras trabajaba en el Field Museum de Chicago.
Ridgway fue coautor (junto con Thomas Mayo Brewer y Spencer Fullerton Baird) de History of North American Birds (Boston, 1875-1884; Land Birds, 3 vols., Water Birds, 2 vols). También escribió otros libros y monografías, y más de 450 artículos.
En 1899, se unió a E. H. Harriman en su famosa exploración de la costa de Alaska, donde acompañó a John Muir y a otros muchos naturalistas y científicos.

## Honores

### Toponimia
Aves
Género
- mirlo pinto Ridgwayia

Especies de aves
- chotacabras tucuchillo Caprimulgus ridgwayi

- gavilán de la Hispaniola Buteo ridgwayi

Especies vegetales
- (Asteraceae) Liatris ridgwayi Standl.[1]
- (Rosaceae) Crataegus ridgwayi Sarg.[2]

## Abreviatura (zoología)
La abreviatura Ridgway  se emplea para indicar a Robert Ridgway como autoridad en la descripción y taxonomía en zoología.

- La abreviatura «Ridgway» se emplea para indicar a Robert Ridgway como autoridad en la descripción y clasificación científica de los vegetales.[3]